# Derek Ennett
Derek Ennett (Castletown, 1931 - Belfast, 9 augustus 1956) was een Brits motorcoureur. 

## Carrière
Derek Ennett debuteerde in 1951 in de 500cc-Junior Race van de Manx Grand Prix met een BSA Gold Star. In 1952 startte hij met een Matchless G3 in de Clubmans Junior TT en met een Matchless G80 in de Clubmans Senior TT. In geen van deze races bereikte hij de finish. In het najaar van 1952 werd hij wel vijfde in de Senior Race van de MGP en vierde in de Junior Race. In 1953 viel hij opnieuw zowel in de Junior Race van de MGP uit, maar in de Senior Race werd hij met een derde plaats de beste coureur met de nieuwe Matchless G45. 
In 1954 won hij de 350cc-race van de North West 200 en de Junior Race van de MGP met een AJS 7R en volgde de promotie naar de topklassen van de Isle of Man TT. Hij scoorde in het seizoen 1955 zijn eerste punt in het wereldkampioenschap wegrace door een zesde plaats in de 500cc-Senior TT, maar hij werd ook zevende in de 350cc-Junior TT en hij won de eerste editie van de Southern 100. In 1956 werd hij opnieuw zesde in de Senior TT en tweede in de Junior TT en won hij de 350cc-race van de North West 200. 

## Overlijden
Hij startte op donderdag 9 augustus 1956 in dienst van Moto Guzzi in de 350cc-race van de Ulster Grand Prix, maar in die race miste hij de S-bocht, raakte een talud en daarna een telegraafpaal, waarbij hij het leven verloor. Het was waarschijnlijk zijn eerste race met een Moto Guzzi Monocilindrica 350. Derek Ennett werd bijgezet op Malew Churchyard, iets ten noorden van zijn geboortestad Castletown en grenzend aan het Billown Circuit waar de Southern 100 werd verreden. 

## Wereldkampioenschap wegrace resultaten
| Jaar | Klasse | Team       | Motorfiets                    | 1     | 2     | 3     | 4     | 5       | 6     | 7     | 8     | Punten | Plaats | Overwinningen |                                           | Wereldkampioen |
| ---- | ------ | ---------- | ----------------------------- | ----- | ----- | ----- | ----- | ------- | ----- | ----- | ----- | ------ | ------ | ------------- | ----------------------------------------- | -------------- |
| 1955 | 350 cc | Privé      | AJS 7R                        |       | FRA - | IOM 7 | DUI - | BEL -   | NED - | ULS - | NAT - | 0      | -      | 0             | Bill Lomas, Moto Guzzi Monocilindrica 350 |                |
| 1955 | 500 cc | Privé      | Matchless G50                 | SPA - | FRA - | IOM 6 | DUI - | BEL -   | NED - | ULS - | NAT - | 1      | 26e    | 0             | Geoff Duke, Gilera 500 4C                 |                |
| 1956 | 350 cc | Privé      | AJS 7R                        | IOM 2 | NED - | BEL - | DUI - |         |       |       |       | 6      | 9e     | 0             | Bill Lomas, Moto Guzzi Monocilindrica 350 |                |
| 1956 | 350 cc | Moto Guzzi | Moto Guzzi Monocilindrica 350 |       |       |       |       | ULS DNF | NAT - |       |       | 6      | 9e     | 0             | Bill Lomas, Moto Guzzi Monocilindrica 350 |                |
| 1956 | 500 cc | Privé      | Matchless G50                 | IOM 6 | NED - | BEL - | DUI - | ULS -   | NAT - |       |       | 1      | 21e    | 0             | John Surtees, MV Agusta 500 4C            |                |